# Alcis obruta
Alcis obruta là một loài bướm đêm trong họ Geometridae.